# Muecate (distrito)
Muecate é um distrito da província de Nampula, em Moçambique, com sede na povoação de Muecate. Tem limite, a norte com o distrito de Eráti, a norte e nordeste com o distrito de Nacaroa, a oeste com os distritos de Mecubúri e Rapale, a sul com os distritos de Nampula e Meconta e a leste com o distrito de Monapo.

## Demografia
O INE (Instituto Nacional de Estatística) projectou, em 2017, que o distrito teria 160 665 habitantes em 2024, o que combinado com uma área de 4 121 km², daria uma densidade populacional de 39 habitantes por km².
Em 2007, o Censo indicou uma população de 93 906 residentes. Com uma área de 4075  km², a densidade populacional rondava os 23,04 habitantes por km².
De acordo com o Censo de 1997, o distrito tinha 69 619 habitantes, daqui resultando uma densidade populacional de 17,1 habitantes por km².

## Divisão administrativa
O distrito está dividido em três postos administrativos (Imala, Mucoluone e Muecate), compostos pelas seguintes localidades:
- Posto Administrativo de Imala:
  - Imala
  - Namahia-Grácio
  - Muiariua
- Posto Administrativo de Mucoluone:
  - Mucoluone
- Posto Administrativo de Muecate:
  - Muecate
  - Napala

## Economia
A principal actividade económica deste distrito é a agricultura, com principal foco na produção de amendoim, milho, feijões, mandioca e algodão como cultura de rendimento.[carece de fontes?]

## Infraestruturas
O distrito possui 11 unidades hospitalares, 98 edifícios escolares e 348 fontes de águas públicas.[carece de fontes?]